# 唾壺

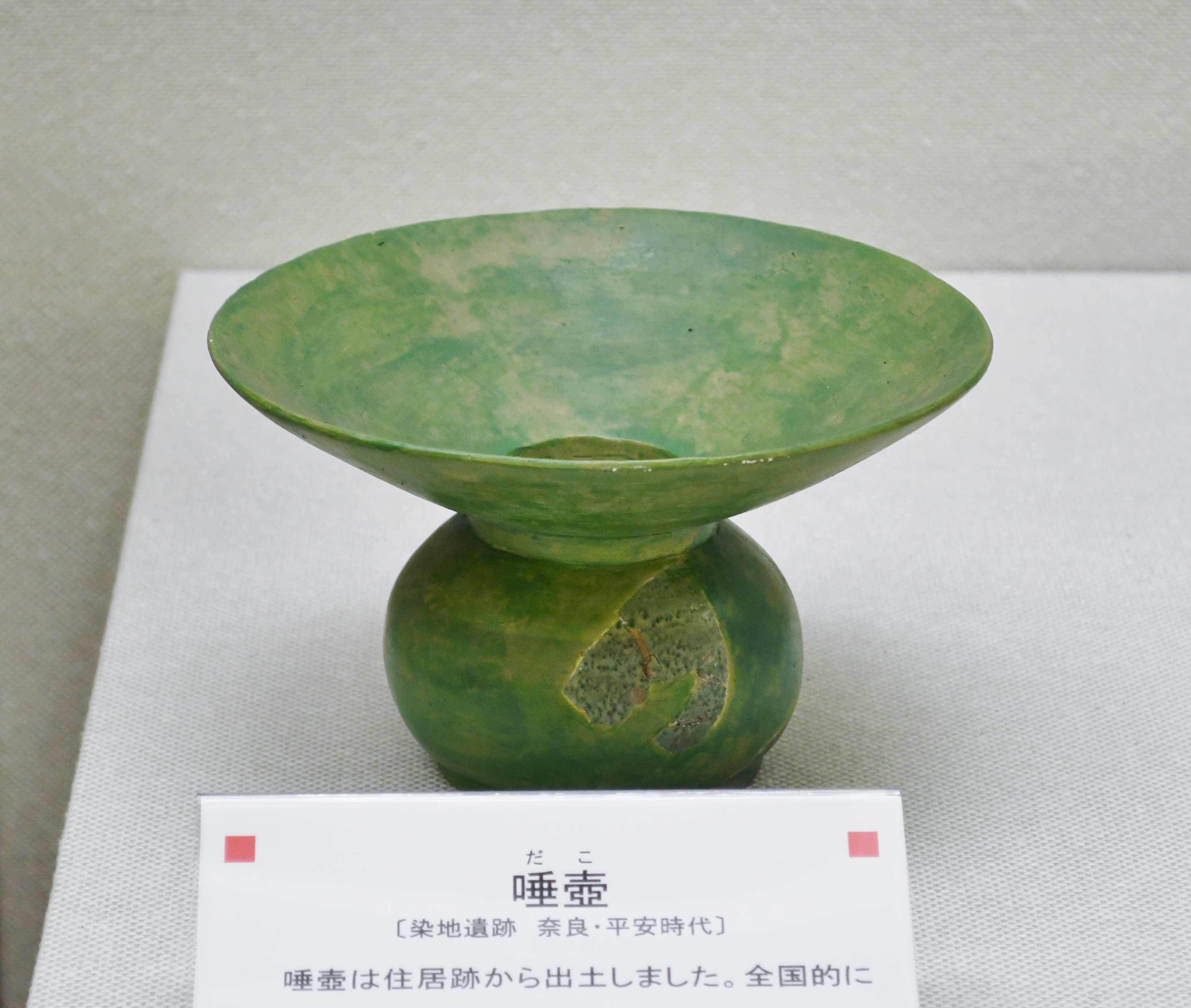
染地遺跡（調布市）出土 唾壺調布市郷土博物館展示。

唾壺（だこ）は、もとは唾液や喀痰を吐き入れるための容器であったが、のちに実用性は失ったという。
1981年、ロックフェラーが中国を訪問し、鄧小平と会談を行った部屋には鄧小平のそばに唾壺が置かれていたが、時折、唾壺の中に鄧小平がつばをはくところをジェラルド・カーティスが目撃している。
『和名抄』では、澡浴具の中に記されているが、平安時代には室内装飾の具のひとつであったらしい。白銀製で、二階棚の下段、右側に置かれるのが例であった。
深さ2寸、口径1寸4分、尻高3分の壺の上に、「唾壺羽」という深さ1寸5分、口径9寸5分の容器を載せたものである。
長さ1尺1寸、幅1尺の、蓋のような台の上に置かれた。
『延喜式』には、「銀唾壺一口、口径八寸五分」とある。